# 道の駅北浦街道 豊北
道の駅北浦街道 豊北（みちのえき きたうらかいどう ほうほく）は、山口県下関市にある国道191号の道の駅である。

## 概要
下関市が豊北地域（旧豊北町）の観光拠点機能・情報発信機能を持つ施設として「豊北地区集客施設」として2007年に事業に着手。特牛漁港そばの3箇所、土井ヶ浜遺跡人類学ミュージアムそばを含めた5箇所の候補地から響灘を望む高台に位置する和久漁港そばの和久マリンセンター跡地を造成して建設が行われた。当初は2011年4月のオープンを目指して建設に着手したが、造成工事に時間を要したことや、施設工事請負契約の議案が下関市議会で否決され業者の選定をやり直すなどしたことから開設が大幅にずれ込んだ。
トリップアドバイザーが1995年から行う過去1年間、トリップアドバイザ ー上に投稿された口コミをもとに選ぶ「行ってよかった！道の駅ランキング2016」で1位を獲得、その後2018年にも「旅好きが選ぶ！道の駅ランキング」で1位を獲得した。

## 歴史
- 2011年（平成23年）8月25日 - 道の駅第36回登録において、「道の駅北浦街道 豊北」として登録。
- 2012年（平成24年）3月24日 - 開駅。

## 施設
- 駐車場
  - 普通車：109台
  - 大型車：5台
  - 身障者用：3台
- トイレ
  - 男：大 6器、小 7器
  - 女：9器
  - 身障者用：1器
- 公衆電話：1台
- レストラン「わくわく亭」（10:00-18:00、季節により閉店時間の変動あり）
- 地域物産品販売所「夢市場」
- カフェテリア（休憩所）
- ケーキと焼き菓子の店 ソレイユ
- 展望テラス
- 和久1号古墳（下関市指定史跡）

## アクセス
- 国道191号

## 周辺
- 角島大橋
- 角島灯台
- 土井ヶ浜遺跡